# Europe Elects
Europe Elects ist eine Wahlbeobachtungsplattform, welche Daten zu Umfragen, Parteien und Parlamenten zusammenfasst und der europäischen Öffentlichkeit zur Verfügung stellt. In der Vergangenheit wurde das Projekt mit FiveThirtyEight verglichen.

## Geschichte
Europe Elects wurde 2014 als Twitter-Account gegründet. Das Projekt wurde schnell bekannt, da es die erste Plattform war, die europäische Wahldaten an einem Ort sammelte.

## Profil
Die Intention des Projektes ist es, die durch die Unterschiedlichkeit der nationalen Parteienlandschaften und Wahlsysteme bestehende Komplexität der Europäischen Öffentlichkeit verständlich darzustellen. Die Verwendung der gleichen Farben und Bezeichnungen wie bei den Fraktionen im Europäischen Parlament erhöht das transnationale Verständnis europäischer Politik. Zudem werden Übersichten über die einzelnen Standpunkte von Parteien und Kandidaten bereitgestellt.
Europe Elects veröffentlicht auf Basis der gesammelten Daten eine „europäische Sonntagsfrage“ und projiziert, wie das Europäische Parlament bei einer Wahl aussähe, wenn heute gewählt würde. Zur Europawahl 2019 hatte Europe Elects die genaueste Projektion der Sitzverteilung für das Europaparlament.
Im Jahr 2019 startete die Plattform den Europe Elects Podcast. In jeder Folge kotextualisieren Teammitglieder die Umfragedaten aus Europa und interviewen Experten zu Umfragedaten, Wahlen und Demokratie in Europa.
2019 und 2020 wurden die Schwesterprojekte Africa Elects, America Elects, Asia Elects, und Oceania Elects herausgebracht. Asia Elects erhielt in Verbindung mit den Kommunalwahlen in Hongkong viel Aufmerksamkeit und wurde in internationalen Medien wie The Washington Post zitiert. Sowie Asia Elects als Africa Elects besitzen nun eigene Websites mit Information von Parteien, Wahlen, Ergebnisse und Wahlanalysen.

## Verbreitung und Rezeption
Durch die Verwendung von verschiedenen Kanälen wie Twitter, Facebook, YouTube und Instagram wird auch durch eine erhebliche mediale Rezeption eine bislang einzigartige Verbreitung der Ergebnisse Europäischer Meinungsforschung erreicht. Außerdem kooperiert Europe Elects mit dem transnationalen Fernsehsender euronews.
Laut Politico Europe ist Europe Elects gemessen an den Followerzahlen auf Twitter unter Mitgliedern des Europäischen Parlaments das zwölfteinflussreichste Medium in ebendiesem Parlament, noch vor überregionalen Massenmedien wie bspw. dem amerikanischen Nachrichtensender CNN und der französischen Tageszeitung Le Monde.
Seit 2021 arbeitet Europe Elects mit den Medien Euractiv und Decision Desk HQ zusammen.